# Capitalismo do bem-estar social
Capitalismo do bem-estar social refere-se à prática de negócios fornecendo serviços característicos do Estado do bem-estar social aos empregados. Foi centrado em indústrias de alto pagamento salarial (e não nas indústrias caracterizadas por baixos salários, alta rotatividade de empregados, trabalho infantil, ou condições de trabalho perigosas). Muitas empresas começaram oferecendo maior remuneração e compensações não-monetárias, como assistência médica, habitação, e pensões, bem como agências de emprego, treinamento interno, times esportivos e clubes sociais. Nos Estados Unidos, foram pioneiros George Pullman e Henry Ford, com elevados salários e habitação subsidiada. Isso coincidiu com leis estaduais da Era Progressiva, que proibia o trabalho infantil, impunha salários mínimos e tempo máximo; mulheres receberam proteções especiais e restrições.